# Zürich Selnau
Zürich Selnau (niem: Bahnhof Zürich Selnau) – stacja kolejowa w Zurychu, w kantonie Zurych, w Szwajcarii. Została otwarta w 1875, ale od 1990 znajduje się w tunelu. Znajduje się na wysokości 424 m n.p.m., na linii Sihltal Zürich Uetliberg Bahn.